# Karl Küpfmüller
Karl Küpfmüller  (6 de octubre de 1897 - 26 de diciembre de 1977) fue un ingeniero eléctrico alemán, prolífico en las áreas de tecnología de las comunicaciones, ingeniería de medición y control, acústica, teoría de la comunicación y electrotecnia teórica. 

## Biografía
Küpfmüller nació en Nuremberg, donde estudió en el Ohm-Polytechnikum. Después de regresar del servicio militar en la Primera Guerra Mundial, trabajó en la división de investigación de telégrafos del Correo Alemán en Berlín como compañero de trabajo de Karl Willy Wagner y, desde 1921, fue ingeniero principal en el laboratorio central de Siemens & Halske AG en la misma ciudad.
En 1928 se convirtió en profesor titular de ingeniería eléctrica general y teórica en la Technische Hochschule en Danzig, y más tarde ocupó el mismo puesto en Berlín. Küpfmüller se unió al National Socialist Motor Corps en 1933. Al año siguiente también se unió a las SA. En 1937, Küpfmüller se unió al NSDAP y se convirtió en miembro de las SS, donde alcanzó el rango de Obersturmbannführer.
Küpfmüller fue nombrado director de Investigación y Desarrollo de tecnología de comunicación en Siemens-Wernerwerk para telegrafía. En 1941-1945 fue director de la división central de I + D en Siemens & Halske en 1937.
Desde 1952 hasta su retiro en 1963, ocupó el cargo de ingeniero de comunicaciones generales en la Universidad Tecnológica de Darmstadt. [2] [3]
Más tarde fue profesor honorario en la Technische Hochschule Berlin. En 1968, recibió el Anillo Werner von Siemens por sus contribuciones a la teoría de las telecomunicaciones y otras electrotecnologías.
Murió en Darmstadt.